# Cermenate
Cermenate là một đô thị ở tỉnh Como trong vùng Lombardia, có cự ly khoảng 25 km về phía bắc của Milano và khoảng 13 km về phía nam của Como. Tại thời điểm ngày 31 tháng 12 năm 2004, đô thị này có dân số 8.752 người và diện tích là 8,1 km².
Cermenate giáp các đô thị: Bregnano, Cadorago, Cantù, Carimate, Lazzate, Lentate sul Seveso, Vertemate con Minoprio.